# 황금벌판의 혈투
"황금벌판의 혈투"는 한국에서 제작된 김용덕 감독의 1964년 영화이다. 이예춘 등이 주연으로 출연하였고 신상옥 등이 제작에 참여하였다.

## 출연

### 주연
- 이예춘
- 신영균
- 한미자

## 기타
- 조명: 정경희
- 미술: 송백규